# Afrotyphlops angeli
Espèce
Synonymes
- Typhlops angeli Guibé, 1952

Afrotyphlops angeli est une espèce de serpents de la famille des Typhlopidae. 

## Répartition
Cette espèce est endémique de Guinée.

## Étymologie
Cette espèce est nommée en l'honneur de Fernand Angel.

## Publication originale
- Guibé, 1952 : Typhlops angeli (Serpent), espèce nouvelle du Mont Nimba. Bulletin du Muséum national d'histoire naturelle, sér. 2, vol. 24, no 1, p. 79 (texte intégral).